# Collegio elettorale di Cesena I
Il collegio elettorale di Cesena I è stato un collegio elettorale uninominale del Regno di Sardegna, uno dei sette collegi della provincia di Forlì.
È stato istituito, assieme agli altri collegi elettorali dell'Emilia, con decreto del Governatore per le provincie dell'Emilia, Luigi Carlo Farini, il 20 gennaio 1860
Con la proclamazione del Regno d'Italia i territori di questo collegio e quelli del collegio di Cesena II sono stati riuniti in un unico collegio.

## Dati elettorali
Nel collegio si svolsero votazioni solo per la settima legislatura.

### VII legislatura
Le votazioni si svolsero in 387 collegi uninominali a doppio turno. Come previsto dalla legge elettorale del 20 novembre 1859, era eletto al primo turno il candidato che «riunisce in suo favore più del terzo dei voti del total numero dei membri componenti il collegio e più della metà dei suffragi dati dai votanti presenti all'adunanza» (art. 91). Se nessun candidato era eletto, al ballottaggio tra i due candidati con più voti era eletto chi otteneva il maggior numero di voti (art. 92) o, in caso di ugual numero di voti, il maggiore d'età (art. 93).
| Partito                            | Partito                            | Candidato                          | Risultati 25 marzo 1860 | Risultati 25 marzo 1860 |
| Partito                            | Partito                            | Candidato                          | Voti                    | %                       |
| ---------------------------------- | ---------------------------------- | ---------------------------------- | ----------------------- | ----------------------- |
|                                    | —                                  | Carlo Luigi Farini                 | 146                     | 98,65                   |
|                                    | —                                  | Maurizio Bufalini                  | 2                       | 1,35                    |
|                                    |                                    |                                    |                         |                         |
| Iscritti                           | Iscritti                           | Iscritti                           | 363                     | 100,00                  |
| ↳ Votanti (% su iscritti)          | ↳ Votanti (% su iscritti)          | ↳ Votanti (% su iscritti)          | 150                     | 41,32                   |
| ↳ Voti validi (% su votanti)       | ↳ Voti validi (% su votanti)       | ↳ Voti validi (% su votanti)       | 148                     | 98,67                   |
| ↳ Schede non valide (% su votanti) | ↳ Schede non valide (% su votanti) | ↳ Schede non valide (% su votanti) | 2                       | 1,33                    |
| ↳ Astenuti (% su iscritti)         | ↳ Astenuti (% su iscritti)         | ↳ Astenuti (% su iscritti)         | 213                     | 58,68                   |

L'onorevole Farini era stato eletto anche nel VI collegio di Torino, nel IV di Milano, nel I di Modena nel I di Parma, nel III di Ravenna, in quello di Faenza, di Cigliano. Nella Tornata del 13 aprile 1860 decise di optare per il collegio di Cigliano il 13 aprile 1860. Il collegio fu riconvocato.
| Partito                            | Partito                            | Candidato                          | Risultati 6 maggio 1860 | Risultati 6 maggio 1860 |
| Partito                            | Partito                            | Candidato                          | Voti                    | %                       |
| ---------------------------------- | ---------------------------------- | ---------------------------------- | ----------------------- | ----------------------- |
|                                    | —                                  | Alberico Spada                     | 70                      | 72,92                   |
|                                    | —                                  | Saladino Saladini Pilastri         | 26                      | 27,08                   |
|                                    |                                    |                                    |                         |                         |
| Iscritti                           | Iscritti                           | Iscritti                           | 363                     | 100,00                  |
| ↳ Votanti (% su iscritti)          | ↳ Votanti (% su iscritti)          | ↳ Votanti (% su iscritti)          | 100                     | 27,55                   |
| ↳ Voti validi (% su votanti)       | ↳ Voti validi (% su votanti)       | ↳ Voti validi (% su votanti)       | 96                      | 96,00                   |
| ↳ Schede non valide (% su votanti) | ↳ Schede non valide (% su votanti) | ↳ Schede non valide (% su votanti) | 4                       | 4,00                    |
| ↳ Astenuti (% su iscritti)         | ↳ Astenuti (% su iscritti)         | ↳ Astenuti (% su iscritti)         | 263                     | 72,45                   |

Fu indetto il ballottaggio fra i due candidati, che però non ebbe luogo per la morte del conte Spada avvenuta il 7 maggio 1860, nell'intervallo fra la prima votazione e il ballottaggio. Nella seduta del 16 maggio 1860 furono annullate le operazioni elettorali seguite e dichiarato vacante il collegio. Il collegio fu riconvocato. 
| Partito                            | Partito                            | Candidato                          | Primo turno 1º luglio 1860 | Primo turno 1º luglio 1860 | Ballottaggio | Ballottaggio |
| Partito                            | Partito                            | Candidato                          | Voti                       | %                          | Voti         | %            |
| ---------------------------------- | ---------------------------------- | ---------------------------------- | -------------------------- | -------------------------- | ------------ | ------------ |
|                                    | —                                  | Saladino Saladini Pilastri         | 70                         | 79,55                      | 51           | 61,45        |
|                                    | —                                  | Giacomo Medici                     | 18                         | 20,45                      | 32           | 38,55        |
|                                    |                                    |                                    |                            |                            |              |              |
| Iscritti                           | Iscritti                           | Iscritti                           | 363                        | 100,00                     | 363          | 100,00       |
| ↳ Votanti (% su iscritti)          | ↳ Votanti (% su iscritti)          | ↳ Votanti (% su iscritti)          | 88                         | 24,24                      | 84           | 23,14        |
| ↳ Voti validi (% su votanti)       | ↳ Voti validi (% su votanti)       | ↳ Voti validi (% su votanti)       | 88                         | 100,00                     | 83           | 98,81        |
| ↳ Schede non valide (% su votanti) | ↳ Schede non valide (% su votanti) | ↳ Schede non valide (% su votanti) | 0                          | 0,00                       | 1            | 1,19         |
| ↳ Astenuti (% su iscritti)         | ↳ Astenuti (% su iscritti)         | ↳ Astenuti (% su iscritti)         | 275                        | 75,76                      | 279          | 76,86        |

N. B. sia nella relazione presentata alla Camera che nella "Storia dei collegi elettorali 1848-1897" manca la data del ballottaggio. L'elezione fu convalidata il 4 ottobre.